# Dasysphinx flavibasis
Dasysphinx flavibasis är en fjärilsart som beskrevs av M.Gaede 1926. Dasysphinx flavibasis ingår i släktet Dasysphinx och familjen björnspinnare. Inga underarter finns listade i Catalogue of Life.